# 도른비른군

도른비른군의 위치

도른비른군(독일어: Bezirk Dornbirn)은 오스트리아 포어아를베르크주에 위치한 군으로 행정 중심지는 도른비른이며 면적은 172.7km2, 인구는 82,721명(2012년 기준), 인구 밀도는 480명/km2이다. 1969년에 펠트키르히군에서 분리되어 신설되었다. 북쪽과 동쪽으로는 브레겐츠군, 남서쪽으로는 펠트키르히군과 접하며 서쪽으로는 스위스 장크트갈렌주와 국경을 접한다.

## 하위 행정 구역
2개 도시, 1개 시장도시를 관할한다.
- 도시
  - 도른비른(Dornbirn)
  - 호에넴스(Hohenems)
- 시장도시
  - 루스테나우(Lustenau)